# Florencio Villalba Bogado
Florencio Villalba Bogado (Caaguazú, 22 d'abril de 1969) és un exfutbolista paraguaià que ocupava la posició de davanter.

## Trajectòria
Va disputar la primera divisió espanyola a les files del Real Burgos, a la campanya 92/93. En total va sumar sis partits eixa temporada, en la qual els castellans baixarien a Segona Divisió.